# Knud Knudsen (fotograf)
Knud Knudsen (3. ledna 1832 Odda – 21. května 1915) byl průkopníkem rané fotografie v Norsku a je považován za jednoho z prvních norských krajinářských fotografů. Jeho dílo zahrnuje většinou krajinářské snímky z Norska své doby a dokumenty z norské historie a etnologie konce 19. a počátku 20. století. Vedle prvního norského krajináře Marcuse Selmera je považován za průkopníka tohoto žánru také díky svému systematickému úsilí cestování a dokumentování krajiny.

## Život a dílo
Knudsen se narodil 3. ledna 1832 ve městě Odda jako syn obchodníka a ovocnáře. Svou profesní kariéru začal jako drobný úředník v Bergenu a v roce 1862 odjel do Reutlingenu ke studiu ovocnářství. Rok poté se vrátil již nadšen pro fotografii a v roce 1864 si otevřel svou fotografickou živnost.
Knudsenův zájem o ovocné stromy nezmizel, mnoho fotografií pořídil kolem sadů v Oddě. Velmi cestoval po celém Norsku a pořídil úctyhodnou sbírku nejméně 16 000 snímků. Ty jsou nyní shromážděny na pobočce Národní knihovny v Bergenu.

## Fotogalerie

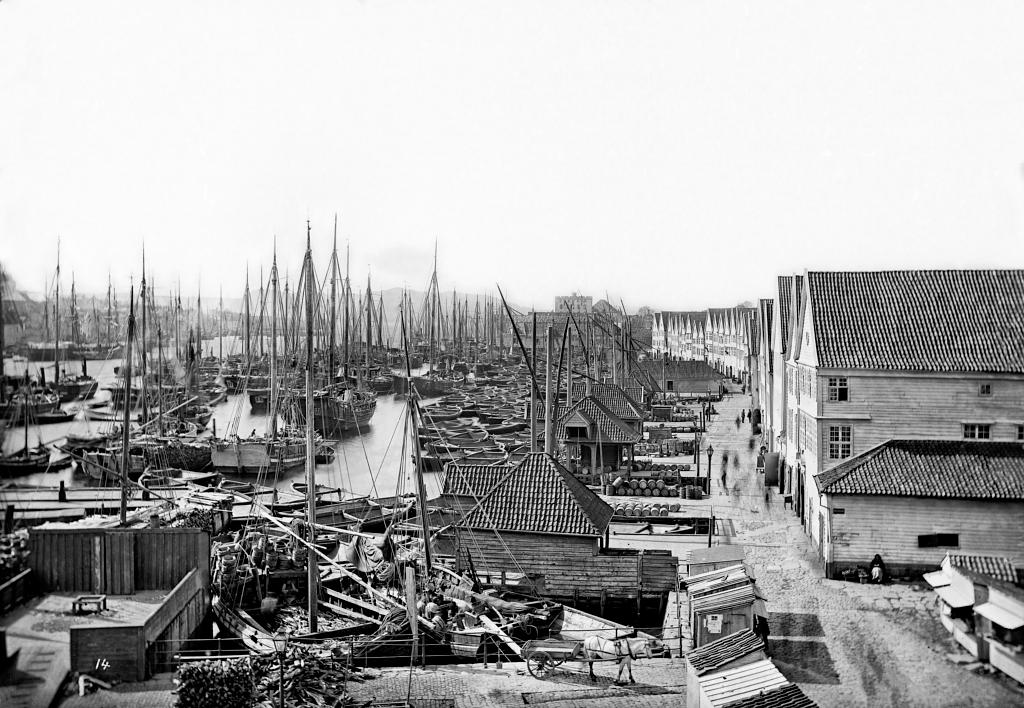
Bryggen v Bergenu, 1866
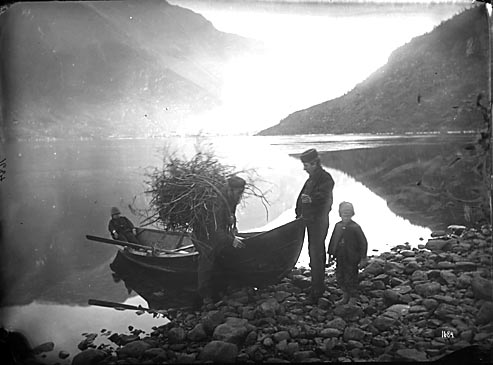
Odda, okolo 1880
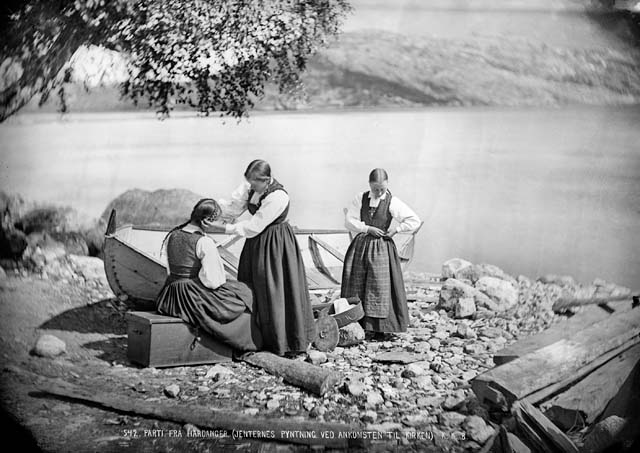
Meisjes gekleed voor de kerk, 1871
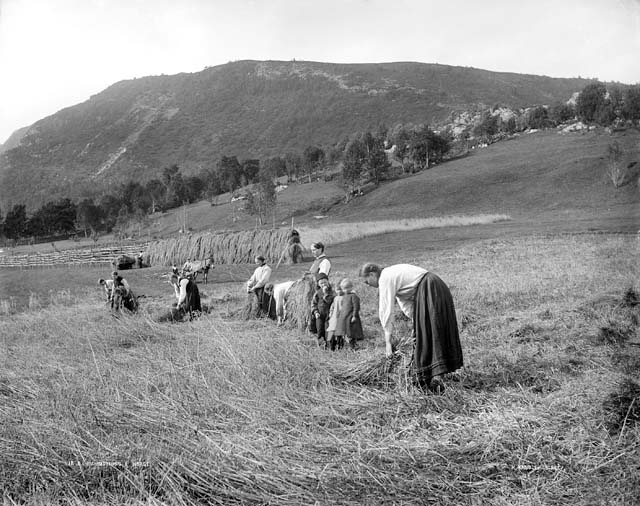
Graanoogst in Sunnmoere, asi 1890
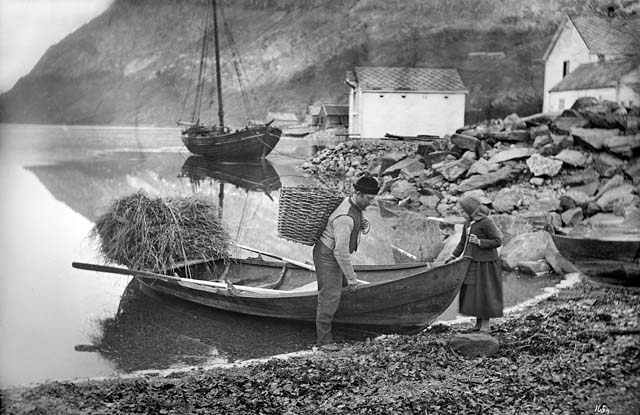
Strand met mensen, 1876
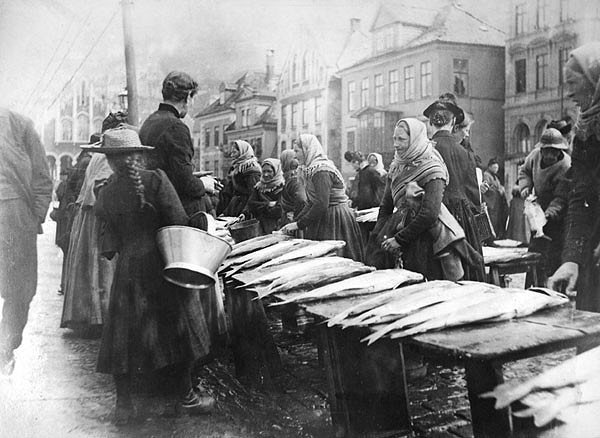
Vismarkt in Bergen, 1880-1890
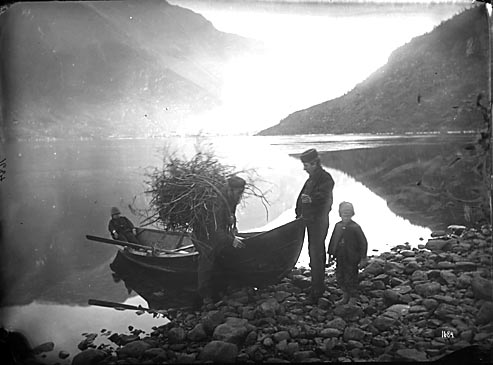
Vader met kinderen, asi 1880
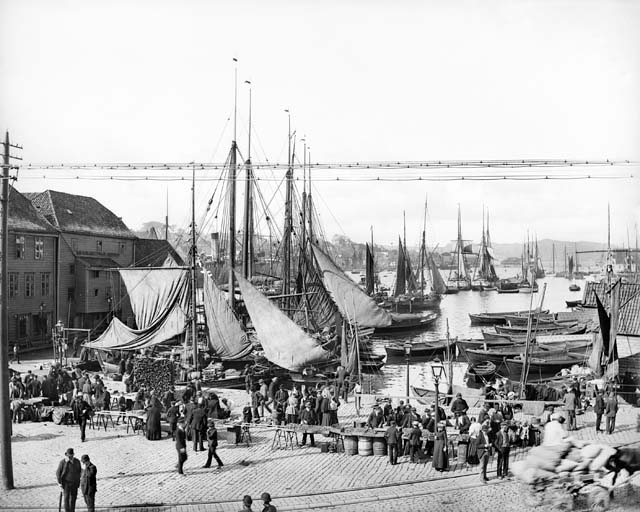
Haven in Bergen, asi 1880
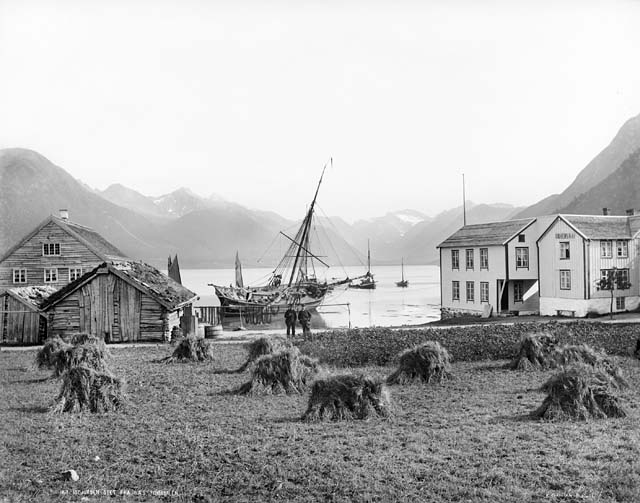
Isfjorden, Næs, Romsdalen, 1888
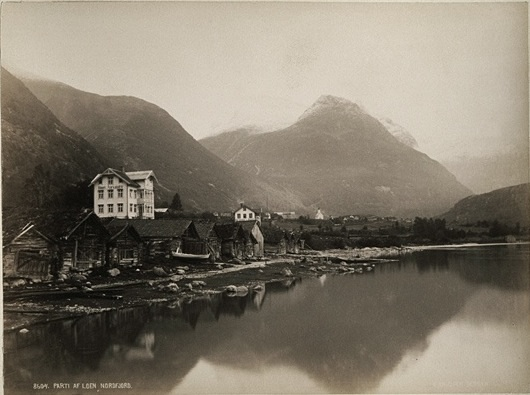
Parti af Loen, asi 1880
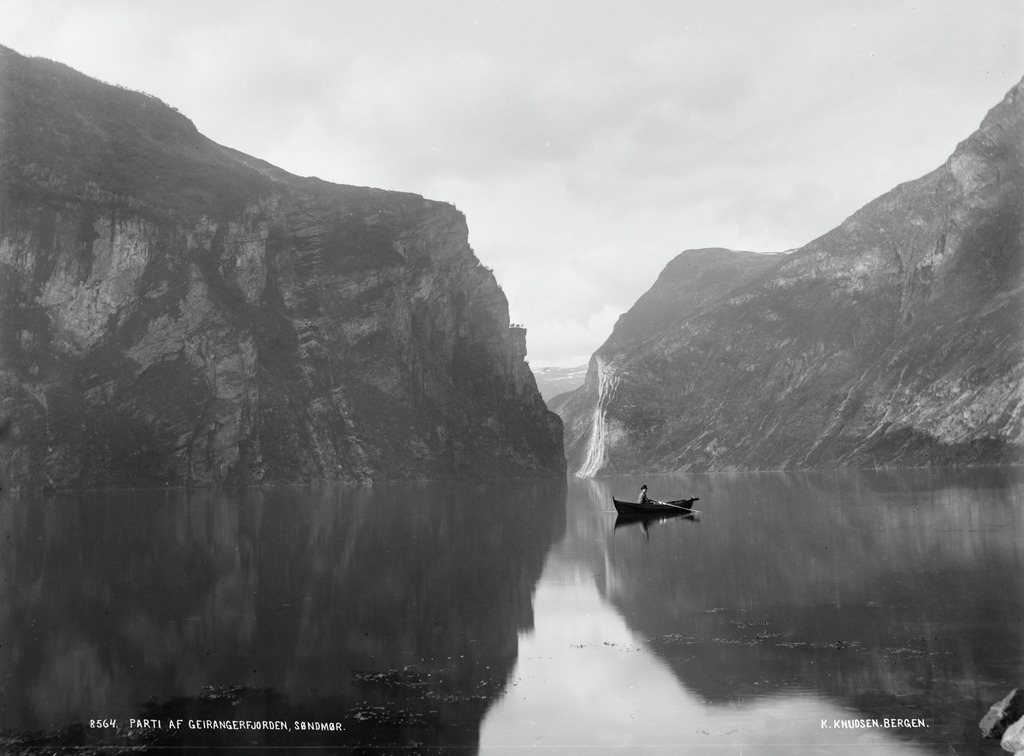
Geirangerfjorden, 1880
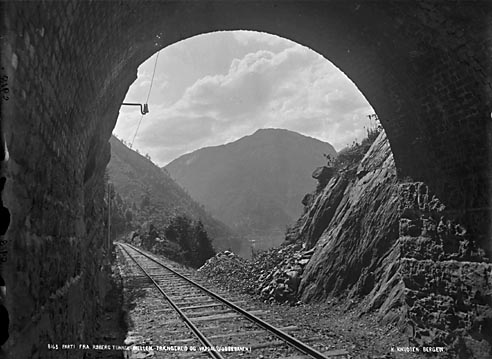
Vossebanen